# تانیا خلیل
تانیا کالیل کامپوس د اولیویرا ( متولد ۸ ژوئیه ۱۹۷۷) بازیگر برزیلی است. خلیل از متخصص اطفال امیلیانو کامپوس و روان‌شناس ترزینیا کالیل کامپوس در محله پاتریج سائوپائولو متولد شد. نام هنری او خلیل از نام خانوادگی او کالیل گرفته شده‌است. او دومین دختر از سه دختر است و اصالتاً لبنانی و سوری است.
در ۱۰ دسامبر ۲۰۰۵، او با ژایر اولیویرا در سائوپائولو ازدواج کرد. اولیویرا که در آن زمان با نام Jairzinho شناخته می‌شد، یکی از اعضای گروه Balão Magico بود. او زمانی که اولیویرا در یک بار در سائوپائولو در حال آواز خواندن بود با شوهرش آشنا شد. این زوج دو دختر دارند، ایزابلا، متولد ۱۰ ژوئیه ۲۰۰۷، در بیمارستان سائو لوئیز، و لورا در ۵ مارس ۲۰۱۱، همچنین در بیمارستان سائو لوئیز به دنیا آمد.

## فیلم‌شناسی

### تلویزیون
| سال  | عنوان                        | نقش                                 | یادداشت                                          | مرجع.  |
| ---- | ---------------------------- | ----------------------------------- | ------------------------------------------------ | ------ |
| ۲۰۰۲ | Sabor da Paixão              | سابرینا                             |                                                  | [ ۹ ]  |
| ۲۰۰۴ | گالرا                        | پلورابل                             | استاد تاریخ                                      | [ ۱۰ ] |
| ۲۰۰۴ | Senhora do Destino           | مارینالوا فریرا داسیلوا (نالوا)     |                                                  | [ ۱۱ ] |
| ۲۰۰۶ | کبرا و لاگارتوس              | نیکول اورتگا (نیکی)                 |                                                  | [ ۱۲ ] |
| ۲۰۰۷ | Pé na Jaca                   | پائولا                              | قسمت: "۲۰ مارس ۲۰۰۷"                             | [ ۱۳ ] |
| ۲۰۰۸ | گوئرا و پاز                  | ویوی                                | قسمت: "Ricos & Pobres"                           | [ ۱۴ ] |
| ۲۰۰۸ | کاسوس و آکاسوس               | فابیانا                             | قسمت: " O Colar, O Cachorro e O DVD "            | [ ۱۵ ] |
| ۲۰۰۸ | کاسوس و آکاسوس               | ایرا                                | قسمت: " A Nova Namorada, o Chefe eo Dia Fértil " | [ ۱۵ ] |
| ۲۰۰۹ | کامینهو داس ایندیاس          | ماریا ادواردا د موراس گاریدو (دودا) |                                                  | [ ۱۶ ] |
| ۲۰۱۱ | Acampamento de Férias 2      | دبورا                               | فصل ۲                                            | [ ۱۷ ] |
| ۲۰۱۱ | فینا استامپا                 | لتیسیا فرناندس پرادو                |                                                  | [ ۱۸ ] |
| ۲۰۱۲ | سلو خورخه                    | آیلا                                |                                                  | [ ۱۹ ] |
| ۲۰۱۳ | جویا رارا                    | دالیا هرناندز                       |                                                  | [ ۲۰ ] |
| ۲۰۱۶ | سرآشپزهای Grandes Pequeninos | ارائه کننده                         |                                                  | [ ۲۱ ] |
| ۲۰۱۷ | پراتا دا کاسا                | تالیتا                              | قسمت: «کاما سوترکس»                              | [ ۲۲ ] |

### فیلم
| سال  | عنوان                 | نقش          | یادداشت    |
| ---- | --------------------- | ------------ | ---------- |
| ۲۰۰۹ | Inocente              |              | فیلم کوتاه |
| ۲۰۱۱ | منطقه Q               | والکیوریا    |            |
| ۲۰۱۶ | دوست هندو من          | رزماری       |            |
| ۲۰۱۷ | Eu Fico Loko: O Filme | مارتا کوئیلو |            |

### اینترنت
| سال        | عنوان                        | نقش  |
| ---------- | ---------------------------- | ---- |
| ۲۰۱۳–اکنون | سرآشپزهای Grandes Pequeninos | مجری |

## تئاتر
| سال  | عنوان                          | نقش        |
| ---- | ------------------------------ | ---------- |
| ۱۹۹۵ | No Natal a Gente Vem Te Buscar |            |
| ۲۰۰۳ | کورتا کمدیا                    |            |
| ۲۰۰۷ | ای مالا                        | تانسی      |
| ۲۰۱۰ | Grandes Pequeninos - O Show    |            |
| ۲۰۱۰ | واموس؟                         |            |
| ۲۰۱۵ | دز انکونتروس                   |            |
| ۲۰۱۷ | مری پاپینز - ای موزیکال        | مری پاپینز |